# Dżazirat al-Mauz
Dżazirat al-Mauz (arab. جزيرة الموز, tłum. wyspa bananowa) – jedna z wysp na Nilu w południowej części Luksoru w Egipcie.
Nazwę wyspy przyjęto od znajdującej się na wyspie plantacji bananów. Z tego też względu wyspa stanowi czasem dodatkowe miejsce postoju wycieczek do Luksoru.

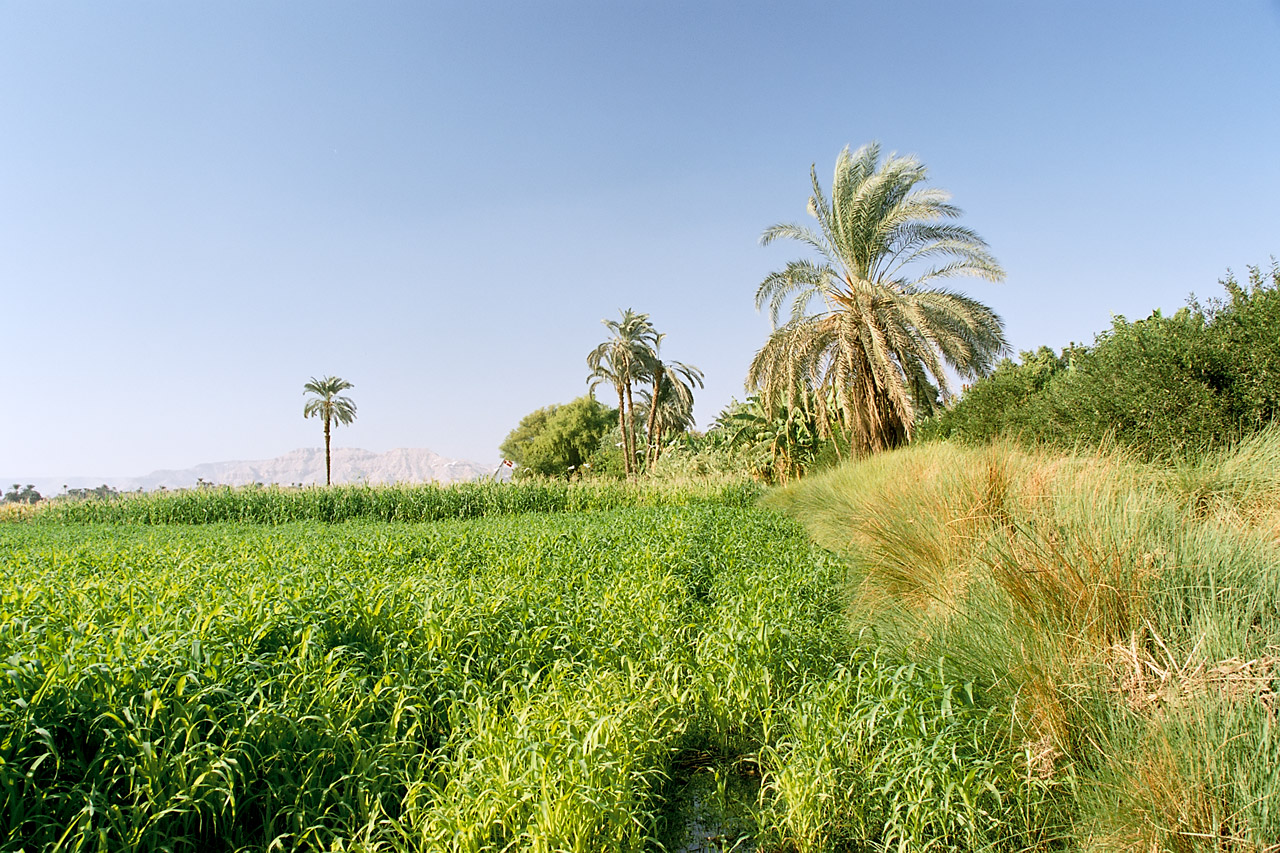
Pole na Dżazirat al-Mauz